# 西麥迪遜街181號
西麥迪遜街181號（181 West Madison Street）是一棟位於美國伊利諾州芝加哥摩天大樓，該建築1990年完工，建築高度207公尺（680英尺），共50層。建築設計由西薩·佩里主導。

## 外部連結
- Official website （页面存档备份，存于）